# Минзу Анатолій Іванович
Анатолій Іванович Минзу (нар. 29 червня 1980, Сергіївка, Білгород-Дністровський район, Одеська область, УРСР) — український та російський футболіст, захисник, колишній начальник клубу ТСК з Сімферополя.

## Життєпис
Розпочинав кар'єру в аматорській селищній команді. З 1998 по 1999 роки грав у клубі «Ворскла-2» з Полтави. У сезоні 1999/00 років виступав за молдовський клуб «Енергетик» з міста Дубоссари, який за результатами національної першості залишив вищий ешелон своєї країни. На початку 2001 року перейшов у махачкалинське «Динамо». 10 жовтня того ж року в виїзному матчі проти ростовського СКА вибухнув скандал з призначенням у додатковий час сумнівного пенальті в ворота клубу з Дагестану, внаслідок чого забитий переможний м'яч клубом з берегів Дону, принісши перемогу армійцям з рахунком 3:2. Після чого зав'язалася бійка, в результаті чого 17 жовтня того ж року бюро КДК після рапорту інспектора матчу Віктора Акопяна про фізичний вплив на арбітра матчу Павла Кулалаева дискваліфікувала зазначеного гравця без визначення терміну. У 2004 році працював тренером клубу «Віидне». З 2007 року веде футбольну агентську діяльність. У 2013 році призначений спортивним директором клубу «Академія УТМ» з Кишинева. З 11 серпня 2014 року по вересень 2015 року призначений начальником ТСК з Сімферополя.

## Особисте життя
Закінчив Полтавський педагогічний університет. Розлучений, в шлюбі з 1998 по 2009 рік, дочки Анна, Марія.